# Cléty
Cléty is een gemeente in het Franse departement Pas-de-Calais (regio Hauts-de-France) en telt 511 inwoners (1999). De plaats maakt deel uit van het arrondissement Sint-Omaars.

## Geografie
De oppervlakte van Cléty bedraagt 6,2 km², de bevolkingsdichtheid is 82,4 inwoners per km².
De onderstaande kaart toont de ligging van Cléty met de belangrijkste infrastructuur en aangrenzende gemeenten.

## Demografie
Onderstaande figuur toont het verloop van het inwonertal (bron: INSEE-tellingen).